# Algidiella aucklandica
Genre
Espèce
Synonymes
- Textricella aucklandica Forster, 1955

Algidiella aucklandica, unique représentant du genre Algidiella, est une espèce d'araignées aranéomorphes de la famille des Anapidae.

## Distribution
Cette espèce est endémique des îles Auckland en Nouvelle-Zélande.

## Description
Algidiella aucklandica mesure de 1,00 à 1,10 mm.

## Étymologie
Son nom d'espèce lui a été donné en référence au lieu de sa découverte, les îles Auckland.

## Publications originales
- Forster, 1955 : Spiders from the subantarctic islands of New Zealand. Records of the Dominion Museum, Wellington, vol. 2, p. 167-203.
- Rix & Harvey, 2010 : The spider family Micropholcommatidae (Arachnida, Araneae, Araneoidea): a relimitation and revision at the generic level. ZooKeys, vol. 36, p. 1-321 (texte intégral).